# Тузлівська ВЕС
Тузлівська ВЕС — вітроелектростанція біля села Тузли, Миколаївської області. Установлена потужність електростанції — 12,5 МВт. Тузлівська ВЕС керується компанією «Вітряний парк Очаківський», яка діє в рамках інвестиційного проєкту ТОВ «Вітряні парки України». Середньорічна генерація, включно з генерацією Дмитрівської ВЕС, становить у середньому 150 млн кВт·год електроенергії щорічно.

## Історія
Будівництво ВЕС офіційно розпочалося 1 січня 2012 року. До кінця року було запущено 5 агрегатів Fuhrlander FL 2500-100 загальною потужністю 12,5 МВт. При загальній вартості спорудження станції у 213 млн грн, на українські товари, роботи і послуги у 2012 році було витрачено 34 млн грн, тобто 16 % від загальної вартості об'єкту. У 2017 році почалася добудова ще двох вітрогенераторних турбін: Fuhrlander FL 2500-100 потужністю 2,5 МВт та Fuhrlander FL 3000-120 потужністю 3 МВт.

## Розташування
Тузлівська ВЕС знаходиться на північному узбережжі Чорного моря, в районі Березанського лиману на відмітках місцевості 41,0—45,5 м над рівнем моря. Наявність водного середовища мало велике значення при виборі місця ВЕС, бо призводить до посилення швидкостей вітру до більш високих його значень навіть на віддаленні 5—10 км від берега.